# Боасјер ан Гатин
Боасјер ан Гатин (фр. Boissière-en-Gâtine) насеље је и општина у западној Француској у региону Поату-Шарант, у департману Де Севр која припада префектури Партне.
По подацима из 2011. године у општини је живело 223 становника, а густина насељености је износила 20,31 становника/km². Општина се простире на површини од 10,98 km². Налази се на средњој надморској висини од 180 метара (максималној 218 m, а минималној 118 m).

## Демографија
| 1962. | 1968. | 1975. | 1982. | 1990. | 1999. | 2011. |
| ----- | ----- | ----- | ----- | ----- | ----- | ----- |
| 269   | 346   | 301   | 302   | 277   | 251   | 223   |

График промене броја становника у току последњих година